# سوغبروت
سوغبروت (Sögubrot af nokkrum fornkonungum أو شظايا من تاريخ بعض الملوك القدماء) هو نص آيسلندي مجزأ يتناول بعض الملوك السويديين [الإنجليزية] والدنماركيين [الإنجليزية] الأسطوريين. يُعتقد أنه يعتمد على ملحمة سكغولدونغا [الإنجليزية] المفقودة وربما يمثل حالة متأخرة من هذا العمل.
يبدأ الجزء في منتصف قصة إيفار فيدفامن [الإنجليزية]، "إيفار المحتضن على نطاق واسع"، و يروي النص كيف استولى إيفار على مملكة زيلاند من خلال الخداع، وكيف انتحر في ظل ظروف غريبة أثناء غزو مملكة رابرار الذي تزوج ابنته أوير ذات الفكر العميق [الإنجليزية] دون إذنه. ثم يروي الجزء النشأة لهارالد وارتوث [الإنجليزية] لكنه ينقطع؛ يستأنف مع وصول سيغورد رينغ، وشيخوخة هارالد، ومعركة برافيلير [الإنجليزية] الضخمة. ينقطع مرة أخرى في نهاية حياة سيغورد.

## روابط خارجية
- النص باللغة الأصلية
- تقديم سوغبروت باللغة السويدية
- الملحمة باللغة الإنجليزية